# Lijst van voetbalinterlands Litouwen - Zwitserland
Deze lijst van voetbalinterlands is een overzicht van alle officiële voetbalwedstrijden tussen de nationale teams van Litouwen en Zwitserland. De landen speelden tot op heden vijf keer tegen elkaar, te beginnen met een duel tijdens de Olympische Spelen 1924, gespeeld op 25 mei 1924 in Parijs (Frankrijk). De laatste ontmoeting, een kwalificatiewedstrijd voor het Wereldkampioenschap voetbal 2022, vond plaats in Vilnius op 12 oktober 2021.

## Wedstrijden
| № | Plaats       | Datum            | Competitie           | Wedstrijd              | Uitslag |
| - | ------------ | ---------------- | -------------------- | ---------------------- | ------- |
| 1 | Parijs       | 25 mei 1924      | OS 1924              | Zwitserland – Litouwen | 9 – 0   |
| 2 | Sankt Gallen | 15 november 2014 | EK 2016 kwalificatie | Zwitserland − Litouwen | 4 − 0   |
| 3 | Vilnius      | 14 juni 2015     | EK 2016 kwalificatie | Litouwen − Zwitserland | 1 − 2   |
| 4 | Sankt Gallen | 28 maart 2021    | WK 2022 kwalificatie | Zwitserland – Litouwen | 1 − 0   |
| 5 | Vilnius      | 12 oktober 2021  | WK 2022 kwalificatie | Litouwen − Zwitserland | 0 − 4   |

## Samenvatting
| Competitie        | Totaal gespeeld | Winst Litouwen | Gelijk | Winst Zwitserland | Doelsaldo Litouwen – Zwitserland |
| ----------------- | --------------- | -------------- | ------ | ----------------- | -------------------------------- |
| WK-kwalificatie   | 2               | 0              | 0      | 2                 | 0 − 5                            |
| EK-kwalificatie   | 2               | 0              | 0      | 2                 | 1 − 6                            |
| Olympische Spelen | 1               | 0              | 0      | 1                 | 0 − 9                            |
| Totaal            | 5               | 0              | 0      | 5                 | 1 − 20                           |

## Details

### Eerste ontmoeting
| OS 1924 (Parijs, Frankrijk, 25 mei 1924): |                | |
| Litouwen | 0 – 9          | Zwitserland |
| | goals          | 2' Paolo Sturzenegger 14' Walter Dietrich 41' Max Abegglen 43' Paolo Sturzenegger 50' Max Abegglen 58' Max Abegglen 63' (pen.) Rudolf Ramseyer 68' Paolo Sturzenegger 85' Paolo Sturzenegger |
| | bondscoach(es) | Jimmy Hogan Teddy Duckworth Dori Kürschner |
| Valerijonas Balčiūnas Stasys Janušauskas Jurgis Hardingsonas Stasys Razma Vincas Bartuška Leonas Juozapaitis Edvardas Mikučiauskas Stasys Sabaliauskas Steponas Garbačiauskas Hansas Gecas Juozas Žebrauskas | opstellingen   | Hans Pulver Adolphe Reymond Rudolf Ramseyer August Oberhauser Paul Schmiedlin Aaron Pollitz Karl Ehrenbolger Paolo Sturzenegger Max Abegglen Paul Fässler Walter Dietrich                    |

### Tweede ontmoeting
| EK 2016 kwalificatie (Sankt Gallen, Zwitserland, 15 november 2014): |              | |
| Zwitserland | 4 – 0        | Litouwen |
| Giedrius Arlauskis 66' (e.d.) Fabian Schär 68' Xherdan Shaqiri 80', 90' | goals        | |
| Vladimir Petković | bondscoach   | Igoris Pankratjevas |
| Yann Sommer Johan Djourou Stephan Lichtsteiner Fabian Schär François Moubandje Valon Behrami Blerim Džemaili Gökhan Inler Xherdan Shaqiri Admir Mehmedi 64' Haris Seferovic 83'                  | opstellingen | Giedrius Arlauskis Georgas Freidgeimas 64' Egidijus Vaitkūnas Tadas Kijanskas Vytautas Andriuškevičius Karolis Chvedukas 82' Gediminas Vičius Artūras Žulpa 87' Arvydas Novikovas Deivydas Matulevičius Fiodor Černych |
| Josip Drmić 64' Marco Schönbächler 83' | wissels      | 64' Valdemar Borovskij 82' Tautvydas Eliošius 87' Donatas Kazlauskas |
| François Moubandje 24' Josip Drmić 66' | gele kaarten | 36' Georgas Freidgeimas |
| - Debuut van François Moubandje (Toulouse FC) en Marco Schönbächler (FC Zürich) voor Zwitserland. - Debuut van Tautvydas Eliošius (FK Kruoja) en Donatas Kazlauskas (FK Atlantas) voor Litouwen. |              | |

### Derde ontmoeting
| EK 2016 kwalificatie (scheidsrechter Craig Thomson, Vilnius, 14 juni 2015): |              | |
| Litouwen | 1 – 2        | Zwitserland |
| Fiodor Černych 64' | goals        | 69' Josip Drmić 84' Xherdan Shaqiri |
| Igoris Pankratjevas | bondscoach   | Vladimir Petković |
| Emilijus Zubas Tomas Mikuckis Linas Klimavičius Egidijus Vaitkūnas Vytautas Andriuškevičius Deividas Česnauskis 86' Mindaugas Panka Artūras Žulpa 61' Deivydas Matulevičius Fiodor Černych Vykintas Slivka 76' | opstellingen | Yann Sommer Johan Djourou Stephan Lichtsteiner Ricardo Rodríguez Fabian Schär Valon Behrami 58' Gökhan Inler Granit Xhaka 57' Haris Seferovic 81' Josip Drmić Xherdan Shaqiri |
| Karolis Chvedukas 61' Gediminas Vičius 76' Vytautas Lukša 86' | wissels      | 57' Admir Mehmedi 58' Blerim Džemaili 81' Breel Embolo |
| Mindaugas Panka 44' Deividas Česnauskis 83' Karolis Chvedukas 89' Tomas Mikuckis 90+2' | gele kaarten | 44' Granit Xhaka |

### Vierde ontmoeting
| WK 2022 kwalificatie (Sankt Gallen, Zwitserland, 28 maart 2021): |              | |
| Zwitserland | 1 – 0        | Litouwen |
| Xherdan Shaqiri 3' | goals        | |
| Vladimir Petković | bondscoach   | Valdas Urbonas |
| Yann Sommer Nico Elvedi Manuel Akanji Ricardo Rodríguez Silvan Widmer 65' Remo Freuler 66' Ruben Vargas 80' Granit Xhaka Xherdan Shaqiri 80' Breel Embolo 66' Haris Seferovic | opstellingen | Tomas Švedkauskas Egidijus Vaitkūnas Markas Beneta Vytas Gaspuitis Saulius Mikoliūnas Domantas Šimkus 58' Justas Lasickas 75' Vykintas Slivka Martynas Dapkus Arvydas Novikovas 81' Fiodor Černych |
| Edimilson Fernandes 65' Mario Gavranović 66' Denis Zakaria 66' Steven Zuber 80' Admir Mehmedi 80'                                                                             | wissels      | 58' Karolis Laukzemis 75' Tautvydas Eliošius 81' DDeimantas Petravicius |
| | gele kaarten | 42' Fiodor Černych |
| |              | |

LFF · A-internationals · Bondscoaches · Statistieken · Litouws vrouwenelftal · Olympisch elftal · Litouwen U21 · Litouwen U20 · Litouwen U19 · Litouwen U18 · Litouwen U17 · Litouwen U16
1923 – 1929 ·
1930 – 1939 ·
1940 – 1949 ·
1950 – 1989 · 
1990 – 1999 ·
2000 – 2009 ·
2010 – 2019 ·
2020 − 2029
1923 · 
1924 · 
1925 · 
1926 · 
1927 · 
1928 · 
1929 · 
1930 · 
1931 · 
1932 · 
1933 · 
1934 · 
1935 · 
1936 · 
1937 · 
1938 · 
1939 · 
1940 · 
1941–1944 · 
1945 · 
1946 · 
1947 · 
1948 · 
1949 · 
1950–1955 · 
1956 · 
1957–1978 · 
1979 · 
1980–1989 · 
1990 · 
1991 · 
1992 · 
1993 · 
1994 · 
1995 · 
1996 · 
1997 · 
1998 · 
1999 · 
2000 · 
2001 · 
2002 · 
2003 · 
2004 · 
2005 · 
2006 · 
2007 · 
2008 · 
2009 · 
2010 · 
2011 · 
2012 · 
2013 · 
2014 · 
2015 · 
2016 · 
2017 ·
2018 ·
2019 ·
2020 ·
2021
Albanië ·
Andorra ·
Argentinië ·
Armenië ·
Azerbeidzjan ·
België ·
Bosnië en Herzegovina ·
Brazilië ·
Bulgarije ·
Chili ·
Cyprus ·
Denemarken ·
Duitsland ·
Egypte ·
Engeland ·
Estland ·
Faeröer ·
Finland ·
Frankrijk ·
Georgië ·
Gibraltar ·
Griekenland ·
Hongarije ·
Ierland ·
IJsland ·
Indonesië ·
Iran ·
Israël ·
Italië ·
Joegoslavië ·
Jordanië ·
Kazachstan ·
Koeweit ·
Kosovo ·
Kroatië ·
Letland ·
Liechtenstein ·
Luxemburg ·
Mali ·
Malta ·
Moldavië ·
Montenegro ·
Nieuw-Zeeland ·
Noord-Ierland ·
Noord-Macedonië ·
Noorwegen ·
Oekraïne ·
Oostenrijk ·
Polen ·
Portugal ·
Roemenië ·
Rusland ·
San Marino ·
Saoedi-Arabië ·
Schotland ·
Servië ·
Servië en Montenegro ·
Slovenië ·
Slowakije ·
Spanje ·
Tsjechië ·
Turkije ·
Turkmenistan ·
Verenigde Arabische Emiraten ·
Wit-Rusland ·
Zweden ·
Zwitserland
SFV · A-internationals · Selecties · Bondscoaches · Zwitsers vrouwenelftal · Olympisch elftal · Zwitserland U21 · Zwitserland U19 · Zwitserland U18 · Zwitserland U17 · Zwitserland U16 · Vrouwen U17
1905 – 1919 · 
1920 – 1929 · 
1930 – 1939 · 
1940 – 1949 · 
1950 – 1959 · 
1960 – 1969 · 
1970 – 1979 · 
1980 – 1989 · 
1990 – 1999 · 
2000 – 2009 · 
2010 – 2019 · 
2020 – 2029
EK's: 1996 · 
2004 · 
2008 · 
2016 · 
2020 · 
2024
WK's: 1934 · 
1938 · 
1950 · 
1954 · 
1962 · 
1966 · 
1994 · 
2006 · 
2010 · 
2014 · 
2018 · 
2022
OS: 1924 · 
1928 · 
2012
1905 · 
1906 · 1907 · 
1908 · 
1909 · 
1910 · 
1911 · 
1912 · 
1913 · 
1914 · 
1915 · 
1916 · 
1917 · 
1918 · 
1919 · 
1920 · 
1921 · 
1922 · 
1923 · 
1924 · 
1925 · 
1926 · 
1927 · 
1928 · 
1929 · 
1930 · 
1931 · 
1932 · 
1933 · 
1934 · 
1935 · 
1936 · 
1937 · 
1938 · 
1939 · 
1940 · 
1941 · 
1942 · 
1943 · 
1944 · 
1945 · 
1946 · 
1947 · 
1948 · 
1949 · 
1950 · 
1952 ·
1952 · 
1953 · 
1954 · 
1955 · 
1956 · 
1957 · 
1958 · 
1959 · 
1960 · 
1961 · 
1962 · 
1963 · 
1964 · 
1965 · 
1966 · 
1967 · 
1968 · 
1969 · 
1970 · 
1971 · 
1972 · 
1973 · 
1974 · 
1975 · 
1976 · 
1977 ·
1978 · 
1979 · 
1980 · 
1981 · 
1982 · 
1983 · 
1984 · 
1985 · 
1986 · 
1987 · 
1988 · 
1989 · 
1990 ·
1991 · 
1992 · 
1993 · 
1994 ·
1995 · 
1996 · 
1997 · 
1998 · 
1999 · 
2000 · 
2001 · 
2002 · 
2003 · 
2004 · 
2005 · 
2006 · 
2007 · 
2008 · 
2009 · 
2010 · 
2011 · 
2012 · 
2013 ·
2014 ·
2015 ·
2016 ·
2017 ·
2018 ·
2019 ·
2020 ·
2021 ·
2022
Albanië ·
Algerije · 
Andorra · 
Argentinië ·
Australië ·
Azerbeidzjan ·
België ·
Bolivia ·
Bosnië en Herzegovina ·
Brazilië ·
Bulgarije ·
Canada ·
Chili ·
China ·
Colombia ·
Costa Rica ·
Cyprus ·
Denemarken ·
DDR ·
Duitsland ·
Ecuador ·
Egypte ·
Engeland · 
Estland ·
Faeröer ·
Finland ·
Frankrijk ·
Georgië ·
Ghana ·
Gibraltar ·
Griekenland ·
Honduras ·
Hongarije ·
Hongkong ·
Ierland ·
IJsland ·
Israël ·
Italië ·
Ivoorkust ·
Jamaica ·
Japan ·
Joegoslavië ·
Kameroen ·
Kenia ·
Kosovo ·
Kroatië ·
Letland ·
Liechtenstein ·
Litouwen ·
Luxemburg ·
Malta ·
Marokko ·
Mexico ·
Moldavië ·
Montenegro ·
Nederland ·
Nigeria ·
Noord-Ierland ·
Noorwegen ·
Oekraïne ·
Oman ·
Oostenrijk ·
Panama ·
Peru ·
Polen ·
Portugal ·
Qatar ·
Roemenië ·
Rusland ·
Saarland ·
San Marino ·
Schotland ·
Servië ·
Slovenië ·
Slowakije ·
Sovjet-Unie · 
Spanje ·
Togo ·
Tsjechië ·
Tsjecho-Slowakije ·
Tunesië ·
Turkije ·
Uruguay ·
Venezuela ·
VA Emiraten ·
Verenigde Staten ·
Wales ·
Wit-Rusland ·
Zimbabwe ·
Zuid-Korea ·
Zweden
Albanië (2016) ·
Argentinië (2014) ·
Brazilië (2018) ·
Chili (2010) ·
Costa Rica (2018) ·
Ecuador (2014) ·
Frankrijk (2006) ·
Frankrijk (2014) ·
Frankrijk (2016) ·
Frankrijk (2021) ·
Honduras (2010) · 
Honduras (2014) · 
Italië (2021) · 
Oekraïne (2006) ·
Portugal (2008)  · 
Portugal (2022) · 
Roemenië (2016) · 
Servië (2018) ·
Spanje (2010) ·
Spanje (2021) ·
Togo (2006) ·
Tsjechië (2008) ·
Turkije (2008) ·
Turkije (2021) ·
Wales (2021) ·
Zuid-Korea (2006) ·
Zweden (2018)